# Forschungsbibliothek Pestalozzianum
Die Forschungsbibliothek Pestalozzianum ist eine Bibliothek mit bildungshistorischem Bestand auf dem Campus der Pädagogischen Hochschule Zürich. Sie ist dem Zentrum für Schulgeschichte angegliedert. Grosse Teile ihres historischen Bestands gehören der Stiftung Pestalozzianum.

## Profil und Bestand
Schwerpunkte der Forschungsbibliothek Pestalozzianum sind die Geschichte der Pädagogik und des Bildungswesens sowie Pestalozziana. Der Bestand umfasst ein Archiv, eine Fachbibliothek und mehrere Bildersammlungen.
Archiv: Nachlässe von Pädagogen, nichtstaatlichen pädagogischen Verbänden und Pestalozzi-Experten, sowie Dokumente aus der Schulgeschichte und der Geschichte des Pestalozzianums umfassen ca. 14’500 verzeichnete Einheiten (ca. 85 Laufmeter) aus den Jahren 1615–2010. Die Forschungsbibliothek nimmt weiterhin Vor- und Nachlässe in ihr Archiv auf.
Bibliothek: Der Buchbestand setzt sich zusammen aus der Bibliothek des ehemaligen Pestalozzianums und seiner Vorgängerorganisationen, sowie aus Übernahmen von Schul- und erziehungsnahen Organisationen. 25 % des Gesamtbestands besteht aus grauer Literatur. Der Zeitschriftenbestand umfasst ca. 900 Titel. Insgesamt enthält die Bibliothek ca. 170’000 Einzelexemplare. Neuerwerbungen werden heute nur noch im Bereich der Bildungsgeschichte getätigt.
Bildersammlungen: Das Archiv der Kinder- und Jugendzeichnung umfasst ca. 64’000 Bilder aus der Zeit zwischen 1930 und 1980. Die Sammlung Historische Glasdias enthält ca. 15’000 Bilder, die ca. zwischen 1900 und 1950 entstanden sind. Die Sammlung Schulwandbilder und -karten enthält ca. 2600 Schulwandbilder und Kommentare aus den Jahren 1880–2000.

## Organisation und Benutzung
Die Forschungsbibliothek Pestalozzianum wird von der Pädagogischen Hochschule Zürich betrieben. Der Bestand ist grösstenteils in Magazinen untergebracht. Es steht ein Empfangs- und Leseraum mit einer Recherchestation zur Verfügung. Ihre Benutzung ist öffentlich und unentgeltlich.
Die Bestände können von allen Interessierten genutzt werden. Sie dienen als Dokumentation von bildungsgeschichtlichen Entwicklungen, als Gedächtnis des Lehrpersonenberufs und der Volksschule in der Schweiz, aber auch als Darstellung ausserschulischer Themen wie der Tätigkeit von volkspädagogischen Verbänden und erzieherisch engagierten Vereinen und Stiftungen.
Die Mitarbeitenden des Zentrums für Schulgeschichte erforschen die Bestände der Bibliothek und publizieren dazu regelmässig. Ihre Forschungsergebnisse fliessen auch in Lehrveranstaltungen der PH sowie in Tagungsbeiträge ein.
Der Bibliotheksbestand ist im Verbundkatalog Swisscovery verzeichnet, die Archivalien, Schulwandbilder und -karten, Glasdias sowie die Sammlung mit Kinder- und Jugendzeichnungen sind in der Datenbank «Sammlungen Pestalozzianum» nachgewiesen.

## Geschichte

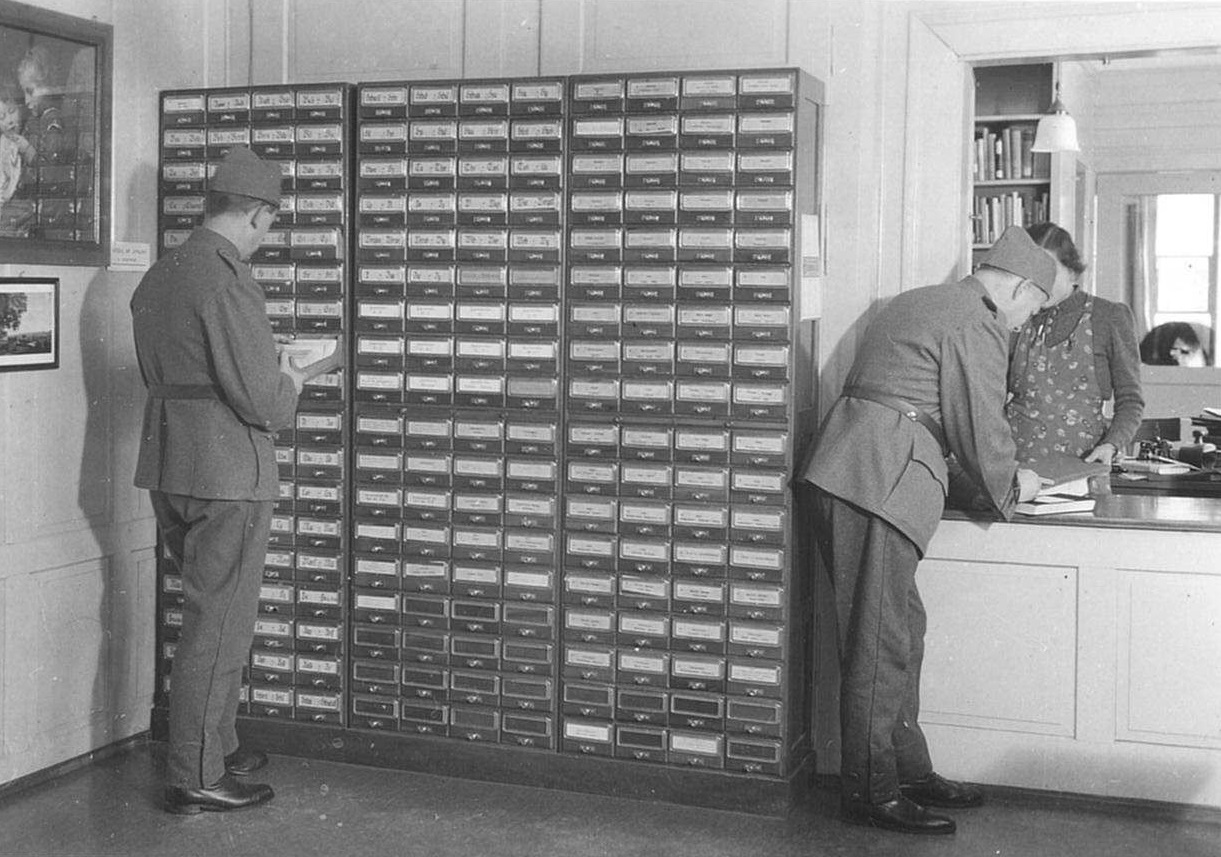
Bibliothek des Pestalozzianums (1940er Jahre)

Die Forschungsbibliothek Pestalozzianum geht auf das im Jahr 1874 gegründete Gewerbemuseum in Zürich und Winterthur zurück. Ab 1876 wurde darin die Schweizerische permanente Schulausstellung aufgebaut, die Schulbücher und -materialien sowie pädagogische Literatur sammelte. Der Zuwachs an Pestalozziana war ihrem späteren Direktor, Karl Otto Hunziker, zu verdanken, der für den schweizerischen Lehrertag des Jahres 1878 eine Ausstellung über das Leben und Wirken Johann Heinrich Pestalozzis organisiert hatte. Im Jahr 1881 wurde die permanente Schulausstellung vom Gewerbemuseum abgekoppelt, 1891 änderte sie ihren Namen in Pestalozzianum. In der Bibliothek des Pestalozzianums konnten Lehrpersonen Schulbücher, Zeitschriften über Unterricht und Lehrmaterialien anfangs nur vor Ort konsultieren, später auch ausleihen. Daraus erklärt sich der grosse Umfang an historischen Lehrbüchern, pädagogischer Literatur sowie die Schulwandbilder- und Glasdiasammlungen. Die Sammlung der Kinder- und Jugendzeichnungen geht auf das 1932 am Pestalozzianum gegründete Institut für das Studium der Jugendzeichnung zurück. Die über Jahrzehnte gepflegte und erweiterte Sammlung wurde in den 1990er Jahren durch eine Schenkung von zusätzlich 23'000 Zeichnungen und Scherenschnitten aus den Wettbewerben des Pestalozzi-Kalenders angereichert.
Durch die ab den 1920er-Jahren angebotenen Fortbildungen und den Wandel des Pestalozzianums 1955 zu einer pädagogischen Arbeitsstelle für Unterricht, Erziehung und Lehrpersonenfortbildung mit Forschungsauftrag gelangten viele wissenschaftliche Medien – vor allem aus den akademischen Disziplinen der Pädagogik und Pädagogischen Psychologie – in den Bibliotheksbestand. Zudem akquirierte das Pestalozzianum Nachlässe und andere Archivalien zur Schulgeschichte, zur Pädagogik und zur Pestalozzi-Forschung; teilweise wurden sie ihm auch geschenkweise überlassen.

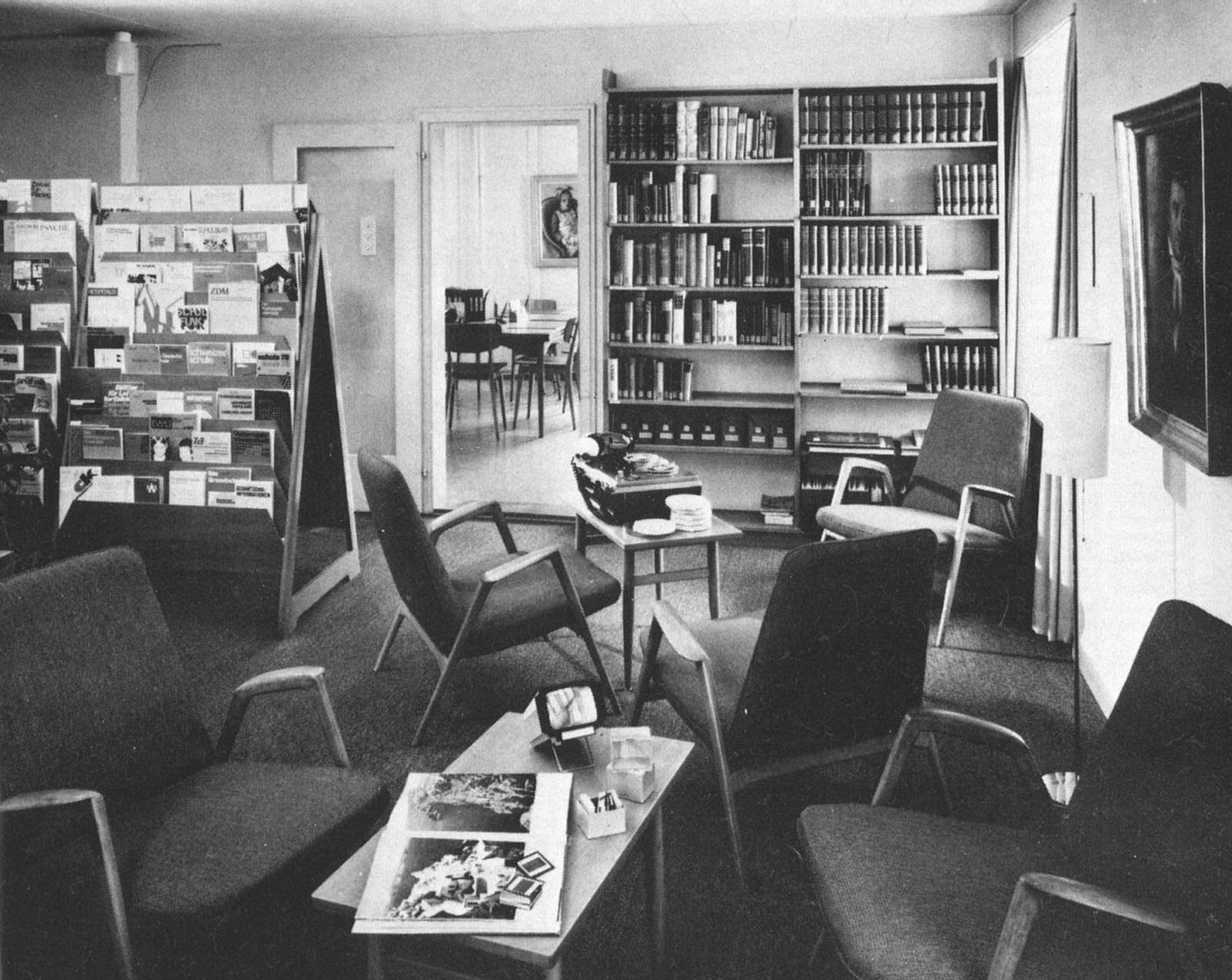
Lesezimmer des Pestalozzianums (1975)

In seiner Geschichte wechselte das Pestalozzianum mehrmals den Standort in Zürich: Vom ehemaligen Fraumünster-Schulhaus (1878–1884), dem Haus zum Rüden (1884–1898), dem Wollenhof an der Schipfe (1898–1927) an den Beckenhof (1927–2002), die Kurvenstrasse (2002–2012) und schliesslich an den Campus der Pädagogischen Hochschule Zürich.
Mit Hilfe eines Projektbeitrags des Lotteriefonds des Kantons Zürich an die Stiftung Pestalozzianum konnte zwischen 2015 und 2022 ein Teil der Bestände restauriert und digitalisiert werden. Je nach Schwerpunkt befinden sich die Digitalisate auf den digitalen Plattformen der ETH Zürich (e-rara, e-periodica), bzw. in der Datenbank «Sammlungen Pestalozzianum».

## Kooperationen
Die Forschungsbibliothek Pestalozzianum gehört dem Verbund der Swiss Library Service Platform (SLSP) an, der mit seinem Verbundkatalog Swisscovery den Zugang zu den Beständen von ca. 450 wissenschaftlichen Bibliotheken der Schweiz sicherstellt. Ihr Kürzel im Verbund lautet UPBEB.
Im Rahmen der Zusammenarbeit zwischen dem Zentrum für Schulgeschichte der PH Zürich und dem DIPF – Leibniz-Institut für Bildungsforschung und Bildungsinformation steht die Forschungsbibliothek Pestalozzianum in regelmässigem Austausch mit der Bibliothek für Bildungsgeschichtliche Forschung in Berlin (BBF).